# Penrith Stadium
O Penrith Stadium é um estádio localizado em Penrith, na Austrália, foi inaugurado em 1967 e tem capacidade para 22.500 pessoas, é a casa do time de rugby league Penrith Panthers.